# Hydrangea nebulicola
Hydrangea nebulicola là một loài thực vật có hoa trong họ Tú cầu. Loài này được Nevling & Gómez Pompa mô tả khoa học đầu tiên năm 1968.